# Nicolas-Auguste Paillieux
Nicolas-Auguste Pailleux  est industriel du textile et un botaniste-horticulteur. Il consacre les 27 dernières années de sa vie à l'introduction et à la culture de légumes potagèrs du monde entier dans son jardin de Crosne. Il est le co-auteur avec Désiré Bois du Potager d'un curieux, livre constamment réédité depuis 1885.

## Biographie
Naissance le 10 septembre 1812. Après ses études classiques il prend la direction de l'entreprise Paillieux-Salats créée vers 1840, fabrique de tulles de colon brodés imitant la dentelle et de broderies à Saint-Pierre-lès-Calais. Toute sa vie il jardine dans ses moments de loisir.
Il prend sa retraite en 1871, habite Paris, 21 Faubourg Poissonière et à Crosnes, petit village proche de Villeneuve Saint-Georges où il développe un jardin potager d'essai d'horticulture expérimentale de toutes les plantes alimentaires, rares ou peu connues. Il est assisté d'Henri Véniat, jardinier expérimenté. En 1875, il devient membre de la Société nationale d'horticulture de France, puis Vice-Président en 1888, il y présente en 1876 sa première obtention, le souchet (Cyperus esculentus) dont on fait une boisson en Espagne. Il y rencontre Désiré Bois attaché aux herbiers du Muséum. Ils mèneront le jardin d'essai ensemble avec en première priorité les légumes d'hiver alors peu divers, ce qui les amène à travailler sur l'étiolement avec privation de lumière. Ils publient Nouveaux légumes d'hiver en 1879.
En 1882, il est membre honoraire de Conseil d'Administration de la Société Nationale d'Acclimatation de France où il présente son mémoire sur la scorzonère délicieuse en 1887. En 1885, est publié Le Potager d'un curieux, Histoire, Culture et Usages de cent plantes comestibles peu connues ou inconnues cosigné avec Désiré Bois (qui devient de 200 puis 250 plantes dans les éditions postérieures). Ce livre est un succès. Il contribue à propagation du soja (Soja hispida), du Crosne (Stachys affinis) reçu de Pékin.
Décès à Paris le 8 février 1898. Photo dans Bnf Cent ans d'horticulture française (1929). Pour Jean Vitaux Caillieux et Bois sont des acteurs du vaste mouvement de mondialisation des plantes cultivées.

## Introduction de nouveaux légumes

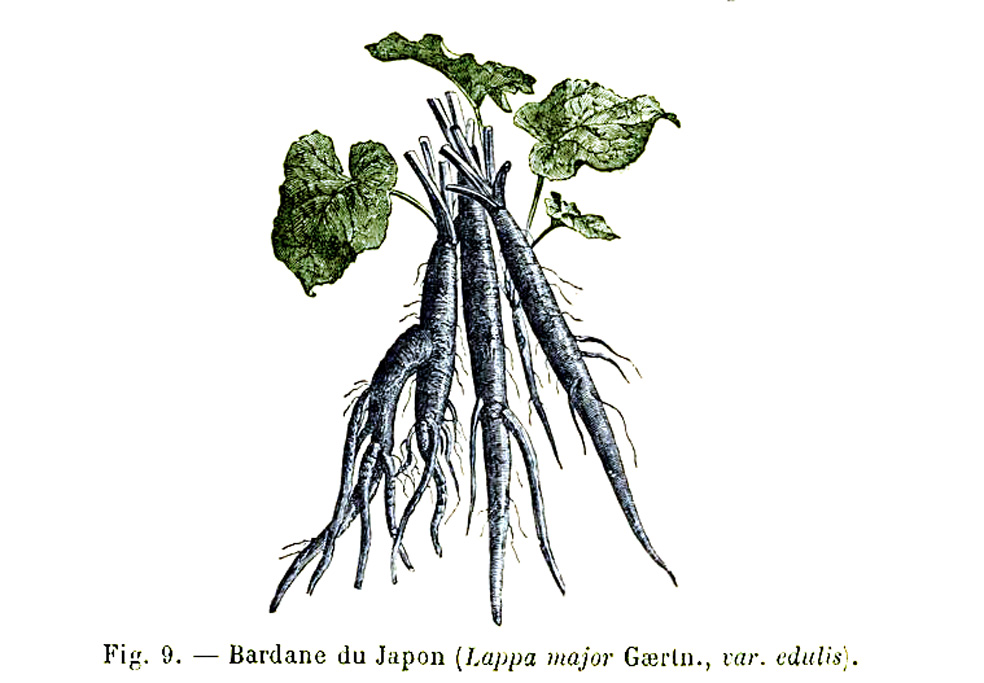
La Bardane (BnF) largement cultivée au Japon (Gobo), expérimentée à Crosne, légume d'hiver, est parfaitement décrite par le Potager d'un curieux, mais son introduction en Europe n'est toujours faite malgré ses propriétés antidiabétiques, antiallergiques et anti-inflammatoires.

Les travaux de Paillieux et Bois s'appuient sur une sérieuse connaissance botanique et agronomique, notamment Désiré Bois était un des meilleurs spécialiste mondiaux des plantes alimentaires. Georges Gibault fait une liste des apports de Pailleux et Bois (26 mentions) dans son Histoire des légumes (1912).

### Un réseau mondial de collecte de matériel végétal
Bois et lui entretiennent une correspondance avec un réseau de directeurs de jardins coloniaux, de diplomates, de religieux, avec les établissements horticoles, les sociétés savantes généralement francophones dont la liste nous est connue. Ils font venir à Crosne des centaines de graines et de rhizomes et tubercules qu'ils mettent en culture où qu'ils redirigent vers des jardins coloniaux de climat favorable.

« S'il est aujourd'hui, sinon impossible, ou tout au moins très difficile, de trouver dans la Flore alimentaire exotique des plantes qui puissent être utilement introduites dans nos potagers, il serait relativement facile d'augmenter les ressources de cet ordre dans nos colonies, en donnant à chacune d'elles ce qui lui manque et ce que les autres possèdent... (Potager d'un curieux) »

Ce réseau les aide aussi à tester la façon de cuisiner, et utiliser leurs introductions.

### Une communication systématique
Ils exposent seuls ou conjointement à la SNHF (Société d'horticulture de France puis Société nationale d'acclimatation) les résultats de leurs recherches et publient des livres dont Nouveaux légumes d'hiver en 1879, une monographie sur le soja (1881) décisive sur l'introduction de sa culture en Europe et Le potager d'un curieux en 1885 qui reste un ouvrage de référence.
Un Potager d'un curieux existe à Saignon en Luberon, depuis 1984. Josiane Goepfert a créé en 1998 un jardin-collection de 800 variétés de fruits, aromates et légumes dans le Doubs, elle lui a donné le nom de Potager d'une curieuse.

### Les crosnes
Pour Jean Guillaume dans Ils ont domestiqué plantes et animaux les Crosnes du Japon (Stachys affinis Bunge 1835) sont le seul légume ayant survécu aux expérimentions de Pailleux et Bois.
En 1887, persuadé que les crosnes avaient un potentiel (bonne rusticité, culture et préparation facile, gout excellent) Pailleux, qui a 75 ans, décide pour aller plus vite de les cultiver lui-même, loue des terres à cet effet, en assure la promotion (cartes publicitaires, nouvelles recettes du chef Paul Brébant ami de Paillieux) et la vente. Il en obtient 3 t, récolte qui sera inférieure à la demande. La récolte commence début décembre et se termine en mars, repiquage des repousses en mai. En 1898, Bois écrit que ce légume s'est répandu de France, en Angleterre (Chinese Artichoke), en Belgique, et en Italie. Il donne les préparations qui en sont faites en Asie (dans le vinaigre de prune au Japon) et en Europe « comme les haricots flageolets frais, avec ou sans persil haché. Ils sont délicieux en garniture d'un ragoût de veau, et, en cet état, les cultivateurs de notre village en raffolent. Ils sont excellents en friture. Un amateur conseille de les cuire la veille et de les frire, froids et raffermis, le lendemain. On les mange aussi au gratin». Ce légume nouveau connu une trentaine d'année de large consommation.

## Publications

### seul
- Note sur le souchet comestible. Paris. impr. Donnaud, In-8° , 10 p. 1879 et Journal de la Société centrale d'horticulture de France, 2e série, T. XII, 1878, p. 341-350
- Note sur la courge de Siam ("cucurbita melanosperma" A. Braun), Paris. impr. Donnaud, In-8° , 7 p. 1879 et Journal de la Société centrale d'horticulture de France, avril 1879, p. 253-259.
- Note sur le fenouil doux d'Italie, Paris. impr. Donnaud, In-8° , 4 p. 1879 et Journal de la Société centrale d'horticulture de France mai 1879, p. 298-302.
- Note sur le mélilot bleu. Paris : impr. E. Donnaud, In-8° , 4 p. 1880. et Journal de la Société centrale d'horticulture de France, avril 1880, p. 324-328
- Le Soya, sa composition chimique, ses variétés, sa culture et ses usages. Paris, Librairie agricole de la Maison Rustique, in-8, 125 p. 1881.
- Sur l'igname plate du Japon ("dioscorea japonica") et le gongoulou du Kashmir[23]. Paris, Société nationale d'acclimatation de France, 6 p. et Revue des sciences naturelles appliquées du 20 février 1889.

### avec Désiré Bois
- Nouveaux légumes d'hiver: expériences d'étiolement pratiquées en chambre obscure sur 100 plantes. Paris, Librairie agricole de la maison rustique, 128 p. 1879[24]

#### Le potager d'un curieux
Les espèces de légume cultivées sont traitées par ordre alphabétique. Les articles montrent de vastes références, les auteurs connaissent les méthodes culturales et les usages locaux, les noms des variétés et enfin expliquent les usages possible en Europe. Par exemple le daïkon que les auteurs préconisent pour une culture systématique comme légume d'hiver, le souchet et sa recette de chufa, le long développement sur le soja sa culture et ses utilisations en Asie.
- Le potager d'un curieux. Histoire, culture et usage de 100 plantes comestibles peu connues ou inconnues. Paris Librairie Agricole de la Maison Rustique. 1885. 294 p[27].
- Le potager d'un curieux. Histoire, culture et usage de 200 plantes comestibles peu connues ou inconnues. 2e édition, entièrement refaite, même éditeur 589 p; Illustré. 1892. 3e édition, entièrement refaite 678 p. 1899 (préface de D. Bois avec nécrologie de L. Bourguignon), réed. Marseille, J. Laffitte, 1982, 1993, 1999. Chartres, Menu fretin (541 p.) 2016. Nombreux reprint.

#### Bulletin de la Société nationale d'acclimatation.
- Les plantes aquatiques alimentaires. Paris, Bulletin de la Société nationale d'acclimatation. Revue des sciences appliquées 5 décembre 1888. 31 p[28].
- Lewisia. Paris, Bulletin de la Société nationale d'acclimatation du19 février 1889. p 442 à 448. (Lewisia rediviva Pursh. consommé par les indiens d'Amérique).
- Crosne épiaire à chapelets: histoire d'un nouveau légume. Paris. Société nationale d'acclimatation de France, 14 p. in-8° et Revue des sciences naturelles appliquées n° 12 et 13, 20 juin et 5 juillet 1889[29].

ce texte est postérieur de 4 ans à l'édition originale du Potager d'un curieux.
- Le Mash de Mésopotamie, "phaseolus mungo" L., var. "Ph. viridissimus" Ten., proposé comme succédané de la lentille. Paris, Bulletin de la Société nationale d'acclimatation, avril-mai 1890[30].
- De Quelques plantes alimentaires de l'Abyssinie, Paris, Bulletin de la Société nationale d'acclimatation, no 16, 20 août 1890. p 803 à 809[31].
- Les Plantes alimentaires spontanées en Grèce. Paris, Bulletin de la Société nationale d'acclimatation, no 22, 20 septembre 1890 -  Tirage à part, 20 pages in - 8 et Revue des sciences naturelles appliquées, 1890, p. 1095.
- Le Matambala ("coleus tuberosus" Benth.), introduction et propagation au Gabon-Congo. Revue des sciences naturelles appliquées no 9 p. 395, 5 mai 1891[32]
- De Quelques plantes de Kashgar et du Pamir. Paris, Bulletin de la Société nationale d'acclimatation. Revue des sciences appliquées (p. 425-427). 2 février 1892[33].

## Pages connexes
- Désiré Bois, SNHF, A Crosne (Essonne) il existe une Rue Auguste Paillieux,
- Crosne du Japon, Concombre de Perse, Poire de terre, Amarante de Palmer, Oignon Catawissa, Margose.